# Comté de Hull
Pour les articles homonymes, voir Hull.
Le comté de Hull, précédemment appelé comté d'Ottawa puis comté de Wright, était un comté municipal du Québec ayant existé entre 1855 et 1er janvier 1970. 
Il tire son nom de la ville anglaise de Hull, située dans l'East Yorkshire. Il était situé sur la rive nord de la rivière des Outaouais dans la région administrative actuelle de l'Outaouais.
Le comté de Hull a porté le nom de comté d'Ottawa de sa création en 1855 jusqu'au 7 janvier 1897. En fait, il portait, dans la loi de 1853 qui déterminait les limites des comtés électoraux (qui deviendront les comtés municipaux en 1855), le nom de comté d'Outaouais. Ce nom n'est pas entré dans l'usage. En 1897, le comté de Labelle en est détaché et la partie restante prend le nom de comté de Wright. Cette partie, dont le chef-lieu est la ville de Hull, reprend le nom de comté d'Ottawa le 3 avril 1912. Le 17 mars 1919, son nom est modifié pour comté de Hull,. 
Il a subi depuis sa création deux démembrements qui ont considérablement réduit sa superficie. Le premier en 1897, lorsque toute la moitié est du comté en fut détachée pour former le comté de Labelle, et le second en 1930 lorsque la partie nord du comté, en fait toute sa superficie sauf la ville de Hull et ses environs, a été détachée pour former le comté de Gatineau.

## Municipalités situées dans le comté
En plus des municipalités décrites ci-bas, toutes les municipalités des comtés de Labelle et de Papineau créées avant 1897 faisaient partie du comté d'Ottawa jusqu'à cette date, et toutes les municipalités du comté de Gatineau créées avant 1930 faisaient partie du comté d'Ottawa, puis Hull, jusqu'à cette date.
Il subsiste une incertitude concernant les municipalités de Gatineau, Pointe-Gatineau, Templeton (municipalité de canton), Templeton (village), Templeton-Est, Templeton-Est-Partie-Est et Templeton-Ouest. Selon Hormisdas Magnan, ces municipalités faisaient partie du comté de Papineau, alors qu'une carte gouvernementale de 1928 les place dans le comté de Hull.

Carte du comté de Hull en 1928
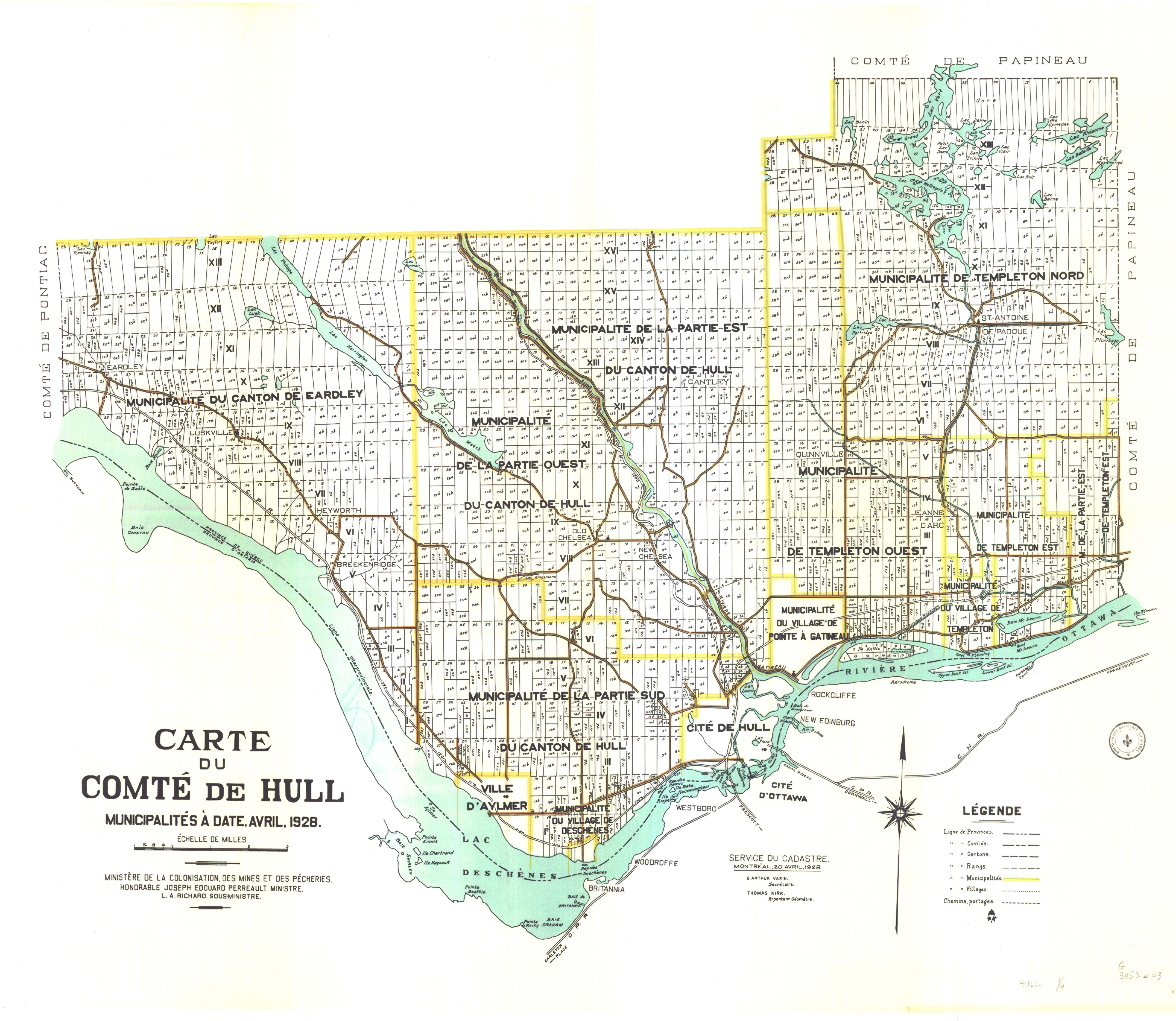

| Nom                                | Origine et évolution durant l'existence du comté | Changements survenus après la disparation du comté                                              | Références |
| ---------------------------------- | --- | ----------------------------------------------------------------------------------------------- | ---------- |
| Aylmer                             | créé en 1847, avant la création du comté | fusionné à Gatineau en 2002                                                                     | [ 10 ]     |
| Deschênes                          | créé en 1920 | fusionné à Aylmer en 1975                                                                       | [ 10 ]     |
| Eardley                            | créé en 1955 | regroupé avec Onslow, Onslow-Partie-Sud et Quyon pour former la municipalité de Pontiac en 1975 | [ 11 ]     |
| Gatineau                           | détaché de Templeton-Partie-Ouest en 1933 |                                                                                                 | [ 10 ]     |
| Hull                               | détaché des municipalités de canton de Hull et de Templeton en 1875 | fusionné à Gatineau en 2002                                                                     | ,          |
| Hull-Partie-Ouest                  | créé en 1855 sous le nom de municipalité du canton de Hull; renommé Hull-Partie-Ouest en 1969 | renommé Chelsea en 1990                                                                         | [ 10 ]     |
| Lucerne                            | détaché de la municipalité du canton de Hull en 1880 sous le nom de Hull-Partie-Sud; renommé Lucerne en 1964 | fusionné à Aylmer en 1975                                                                       | [ 10 ]     |
| Pointe-Gatineau                    | détaché de Templeton en 1876 sous le nom de Pointe-à-Gatineau ; renommé Pointe-Gatineau en 1959 ; fusionné à Gatineau en 1975                                                                                          |                                                                                                 | ,          |
| Perkins                            | détaché de Templeton-Est et Templeton-Ouest en 1908 sous le nom de Templeton-Nord ; renommé Perkins en 1960 ; regroupé avec Wakefield, Wakefield-Partie-Est et Portland-Partie-Ouest pour former Val-des-Monts en 1975 |                                                                                                 | [ 15 ]     |
| Templeton, municipalité de canton  | créé en 1855 ; divisé en Templeton-Est et Templeton-Ouest en 1886 |                                                                                                 | [ 13 ]     |
| Templeton, municipalité de village | détaché de Templeton-Est en 1920 ; fusionné à Gatineau en 1975 |                                                                                                 | [ 13 ]     |
| Templeton-Est                      | créé lors de la division de la municipalité de canton de Templeton en 1886 ; fusionné à Gatineau en 1975 |                                                                                                 | [ 13 ]     |
| Templeton-Est-Partie-Est           | détaché de Templeton-Est en 1920 ; fusionné à Gatineau en 1975 |                                                                                                 | [ 16 ]     |
| Templeton-Ouest                    | créé lors de la division de la municipalité de canton de Templeton en 1886 ; fusionné à Gatineau en 1975 |                                                                                                 | [ 13 ]     |
| Touraine                           | détaché de la municipalité du canton de Hull en 1889 sous le nom de Hull-Partie-Est; renommé Touraine en 1966 | fusionné à Gatineau en 1975                                                                     | [ 17 ]     |

## Géographie

### Position
Le comté de Hull, dans ses limites d'après 1930, était un rectangle imparfait : à sa frontière au nord se trouvait le canton de Portland du comté de Papineau. À l'est, il était bordé entièrement par le canton de Buckingham du comté de Papineau et au coin nord-ouest, par le canton de Wakefield du comté de Gatineau.  Du côté sud, toute sa frontière du sud longe la rivière Outaouais et le comté de Carleton, en Ontario.

### Topographie
Les deux tiers nord du comté, dans ses limites d'après 1930, ont un paysage typique du Bouclier canadien, tandis que le tiers sud du comté possède un terrain typiquement plus doux d'une vallée.

## Formation
Lors de la formation du comté d'Ottawa en 1855, les cantons et autres unités territoriales suivants en faisaient partie, et sont présentés selon le comté dans lequel ils se sont retrouvés à la suite des scissions en d'autres comtés. Seuls les cantons de Hull, Eardley et probablement Templeton sont demeurés dans le comté d'Ottawa (devenu Hull en 1918).

### Détachés pour former Labelle, puis Papineau
- Buckingham
- Hartwell
- Lochaber
- Preston
- Seigneurie de la Petite-Nation

### Détachés pour former Labelle
- Addington
- Amherst
- Bigelow
- Blake
- Bouthillier
- Bowman
- Campbell
- Derry
- Dudley
- Kiamika
- McGill
- Ponsonby
- Portland
- Ripon
- Suffolk
- Villeneuve
- Wells

### Détachés pour former Gatineau
- Aumond
- Bouchette
- Cameron
- Egan
- Hincks
- Kensington
- Low
- Maniouaki
- Masham
- Northfield
- Wakefield